# Фарширована риба
Фарширована риба (їд. געפֿילטע פֿיש [гефі́лте фіш]) — традиційна рибна страва єврейської кухні, що складається з риб'ячої шкіри, начиненої фаршем з філе цієї самої риби, після чого отримана фарширована риба відварюється і подається нарізаною на скибки. Її готують із великих порід риби. Існує безліч рецептів.
Подається на закуску і як основна обідня страва.

## Фарширована риба в єврейській традиції

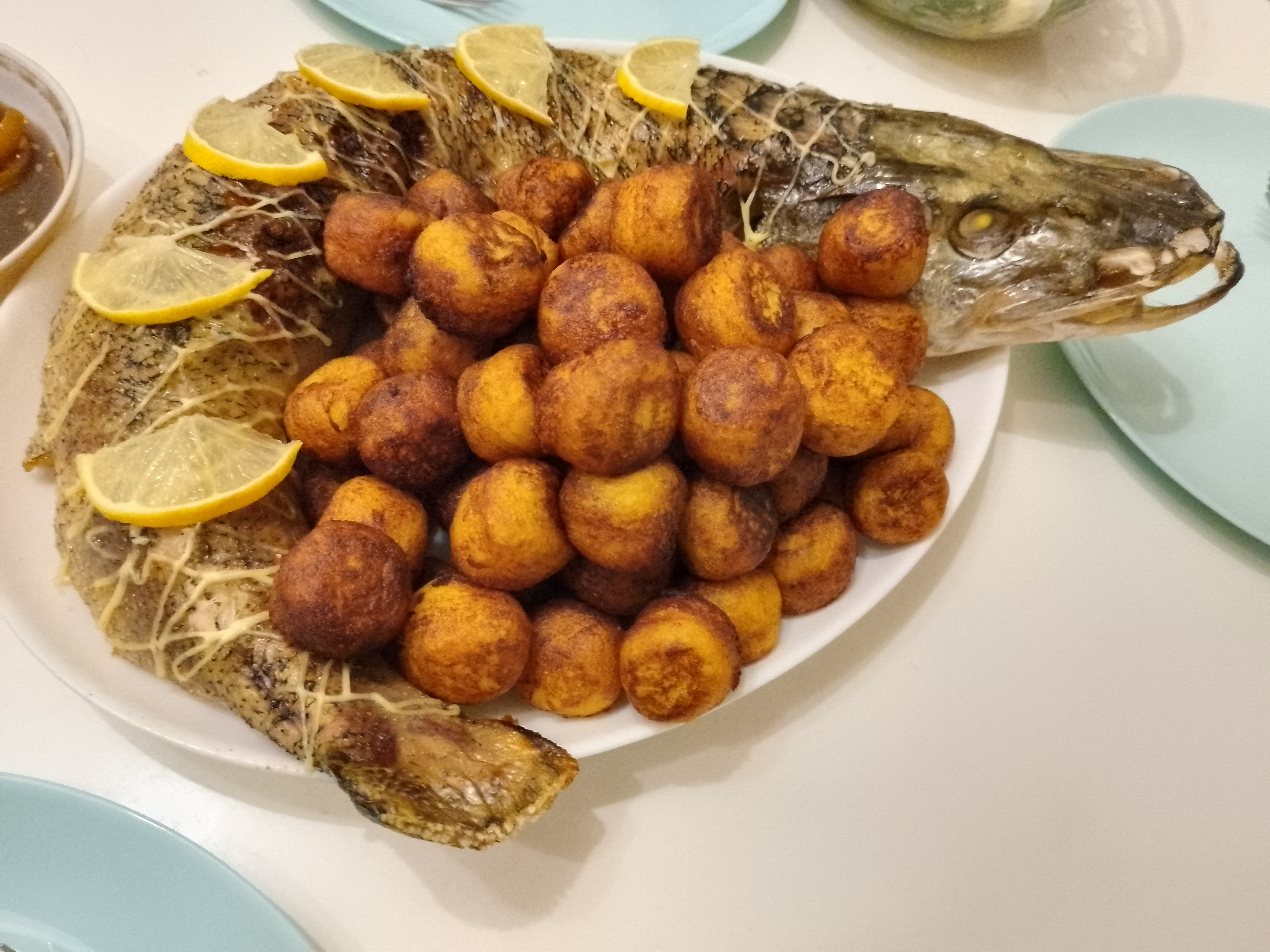
Фарширована щука з картопляними крокетами

Фарширована риба здавна займала одне з центральних місць у святковому раціоні європейського єврейства і продовжує бути популярною в середовищі їх нащадків у всьому світі. Вживання цієї страви прийнято асоціювати з трапезами «добрих днів», таких як Шабат, Песах, Рош га-Шана, але жодних обмежень на вживання будні традиція не накладає.

## Приготування

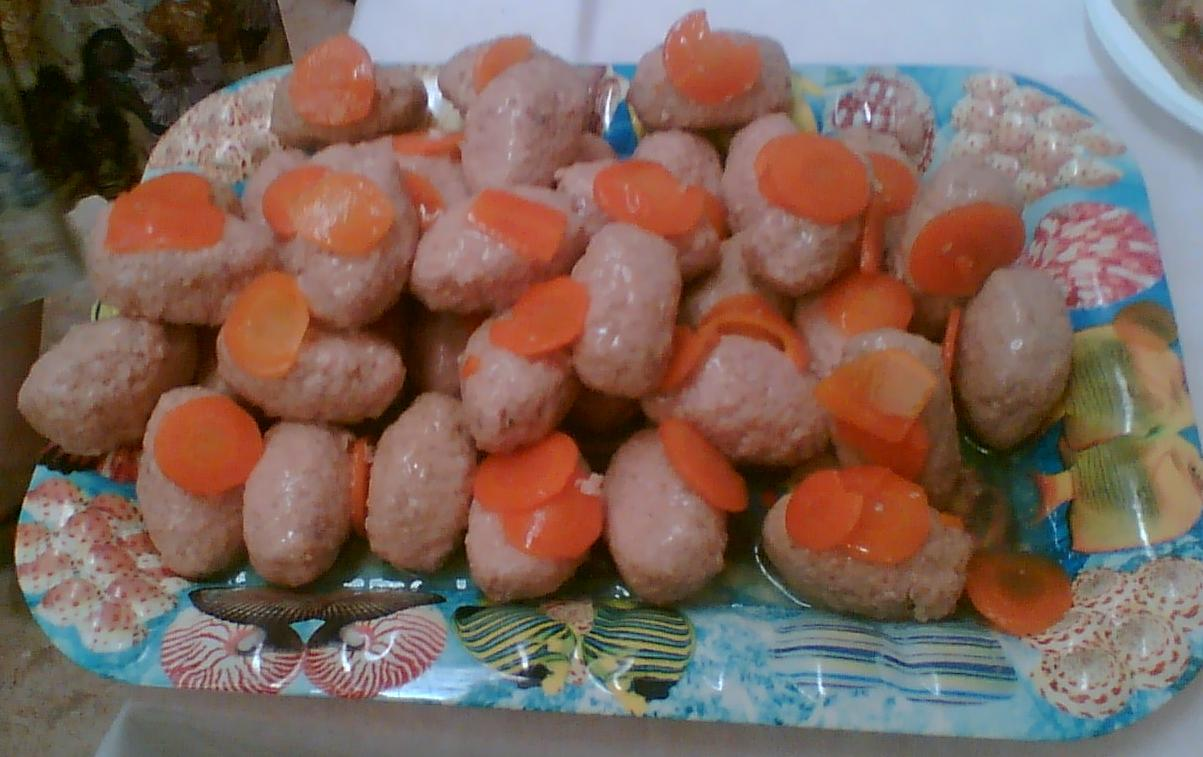
Котлети з рибного фаршу, традиційна складова страви «гефілте фіш»

Для приготування фаршированої риби використовується велика риба (як правило річкова), з якої акуратно знімається шкіра, видаляються зябра, кістки та внутрішні органи. Шкіру з головою і хвостом відкладають убік, а філе, очистивши від кісток, перемелюють у фарш, який потім змішують з яйцем, ріпчастою цибулею (можливо обсмаженою) і сухарями — в кухні ашкеназів меленою мацою, в інших народів — як правило звичайними панірувальними сухарями. Отриманим фаршем начиняють відкладену шкіру, яку потім акуратно зашивають або сколюють зубочистками, а потім всю страву відварюють і подають нарізаною на скибки, найчастіше у вигляді зельця.
У єврейській кулінарній традиції цю страву переважно готують з коропа значно рідше з інших кошерних сортів риби, таких як щука, кефаль, сиг.
У європейських країнах поширені рецепти з фаршированою фореллю, які отримали популярність і в країнах СНД.
У Ізраїлі набуло поширення приготування фаршированої риби також з лосося.
З надлишку фаршу готують рибні котлети, які подають разом з власне фаршированою рибою. У кухні американських євреїв, починаючи з кінця XIX століття, трудомісткий процес зняття з риби шкіри та зворотного її фаршування був поступово забутий, і наразі під фаршированою рибою там розуміються виключно ці котлети, або «полінця» з рибного фаршу, загорнуті в пергаментний папір і зварені в рибному бульйоні, які потім нарізаються скибками.

## Сервірування
Фарширована риба може бути подана з рибним бульйоном, гарніруватися вареною картоплею, морквою та буряком, приправлятися хроном. Часто подається у вигляді зельця, в дриглях з бульйону, в якому відварювалася. На свята до риби може бути вино.

## Фарширована риба та субетнічні групи східноєвропейських євреїв
У минулому існували географічні відмінності в рецептурі приготування фаршированої риби: так, галицькі євреї традиційно готували «гефілте фіш» з цибулею, буряком та морквою в солодкому варіанті, додаючи до фаршу цукор, а литваки — перчено-солоний, рясно присмачуючи чорним перцем і сіллю. Умовна лінія, що розділяла райони розселення цих двох груп євреїв, отримала у дослідників назву «лінія гефілте фіш».